# Småtjärnarna (Ramsele socken, Ångermanland, 706136-151664)
Småtjärnarna är en sjö i Sollefteå kommun i Ångermanland och ingår i Ångermanälvens huvudavrinningsområde.